# 中印混血儿
中印混血儿或“中印人”（英語：Chindian）源自“中印”（Chindia，China-India）一词，指同时具有华人与印度血统的人。这个群体主要分布于新加坡和马来西亚，其祖先于19世纪从中国与印度移民而来，另外还有部分分布于香港，海外华人与印度人集中的牙买加、特立尼达和多巴哥、圭亚那和加勒比地区，以及美国与英国也有分布。随着中印交往的日益增加，在中国与印度本土也开始出现中印混血儿。

## 主要人物
- 鄭雪兒，新加坡演員、歌手。
- 杰辛达（Jacintha Abisheganaden）
- Bernard Chandran（英语：Bernard Chandran）
- 英蘭妮·拉傑
- 維文
- 妮科尔·戴维，马来西亚壁球运动员。
- 葛米·星（Gurmit Singh），新加坡演员，印度、中国和日本裔混血儿。
- 沈蔚藍，在1977年出生在香港的印度裔港人。
- 羅蘭 (香港) ，香港演员，出生在香港的中国和印度裔混血儿。
- 利君牙，香港演員、主持人、歌手、模特兒，出生在香港的中国和巴基斯坦裔混血儿。
- 布樂文，香港演员，出生在香港的中国和印度裔混血儿。
- 瓦拉·古塔 - 印度女子羽毛球运动员，印华混血，母亲是中国人
- 萨希尔·汗（英语：Sahil Khan） - 印度电影演员，印华混血，母亲是中国人